# Geminella ceramensis
Geminella ceramensis är en nässeldjursart som först beskrevs av Chantal Billard 1925.  Geminella ceramensis ingår i släktet Geminella och familjen Sertulariidae. Inga underarter finns listade i Catalogue of Life.